# Sungai Bela
Sungai Bela is een bestuurslaag in het regentschap Indragiri Hilir van de provincie Riau, Indonesië. Sungai Bela telt 4104 inwoners (volkstelling 2010).